# Wawatam
Wawatam (* um 1717; † nach 1764) war ein Häuptling der Anishinabe. Er rettete 1763 dem Händler Alexander Henry (dem Älteren, 1739–1824) während des Aufstands des Odawa-Häuptlings Pontiac das Leben. Diesem Aufstand hatten sich Anishinabe (Chippewa) angeschlossen, die Fort Michilimackinac eroberten. Durch die Aufzeichnungen Henrys, der fast ein Jahr lang in seiner Familie lebte, erfahren wir über sein Leben in der Zeit von 1762 bis 1764 sowie über sein kulturelles Umfeld.

## Leben
Alexander Henry war als Händler in Fort Michilimackinac tätig, das die Briten erst 1761 von den abziehenden Franzosen übernommen hatten. Es lag zwischen dem Huron- und dem Michigansee. Wawatam hatte Henry im Jahr 1762, inspiriert durch einen Traum, adoptiert. Dabei ist nicht klar, ob er ihn als Bruder oder als Sohn adoptierte. Der zu dieser Zeit etwa 45-jährige Häuptling kam ein Jahr später zu ihm und bat ihn, ihn gleich am nächsten Morgen nach Sault Ste. Marie zu begleiten.
Henry verstand das Drängen auf eine sofortige Flucht nicht und verzögerte die Abreise zu lange. Als die Anishinabe unter Madjeckewiss und Minweweh die britische Garnison am 2. Juni 1763 überwältigten, wurde er gefangengesetzt.
Wawatam hatte von dem Aufstand gewusst, da die anderen Indianer ihn aufgefordert hatten, die Siedlung zu verlassen. Er kehrte nach einigen Tagen zurück und kam mit Geschenken. Er erinnerte an das Versprechen, dass Henry nichts geschehen sollte, und so gelang es ihm mittels großer Redegewandtheit, den Briten in seine Obhut zu bringen.
Er ließ ihn ein Jahr lang in seiner Familie leben. Die Familie ging um den 9. Juni 1763 mit ihm nach Mackinac Island. Dann zogen sie weiter nach St. Martin Island im nördlichen Michigansee. Dort blieben sie bis zum 20. August. Daraufhin reisten die beiden Männer zum Rivière aux Sables (Big Sable River) am Ostufer des Michigansees und in den Norden der Michigan Peninsula. Dort jagten sie und stellten Fallen auf, und sie begegneten einem Odawa, der ihnen einen Sack Mais anbot.
Am 21. Dezember brachen sie wiederum auf. Die Frauen bereiteten die Bündel vor, wobei sie selbst die schwersten trugen. Sie marschierten etwa 30 km weit. Als es gelang, einen 300-Kilogramm-Elch zu erlegen, blieb die Familie mehrere Tage an einem Ort, um ihn zu zerlegen und zu räuchern. Sie waren in der Gegend zwischen Manistee und Muskegon River und zogen in die Gegend von Cadillac im nördlichen Zentralmichigan. Wie die meisten Indianer der Region überwinterten sie familienweise, während sich größere Gruppen erst nach dem Winter wieder zusammenfanden. Im Februar gingen sie auf Elchjagd, aber auch auf die Jagd nach Bibern, deren Bauten sie aufbrachen. Oftmals verletzten dabei die Tiere die Hände der Jäger, die sie aus ihren Bauten zogen. Als sie im Januar einen mehr als 250 kg schweren Bären auf einem Baum entdeckten, fällten sie diesen innerhalb von zwei Tagen und erschossen das Tier. Der Kopf des Bären wurde auf eine bis dahin unbenutzte Decke gelegt, und Wawatam und Henry bliesen den Rauch ihrer Pfeifen in die Nasenlöcher des toten Tieres. Das Fett war äußerst begehrt und mit ihm wurde auch gehandelt. Dazu wurde es in sechs Stachelschweinfelle abgefüllt. In dieses „Öl“ legte man das getrocknete Fleisch, um es zu konservieren. Noch im Sommer 1764 konnten sie davon essen.
Anfang März brach die Familie auf, um zurückzukehren. Dabei transportierten die sieben Familienmitglieder neben dem Säugling rund zwei Tonnen Werkzeuge, Fallen, Decken und Vorräte. Unterwegs ernährten sie sich hauptsächlich vom Saft des Zuckerahorns. Dazu sammelten die Männer Brennholz und die Frauen kochten den Sirup. Das Feuer brannte dabei von morgens bis abends, denn enorme Saftmengen mussten verdickt werden. Der Sirup stellte einen erheblichen Anteil der Nahrung dar, diente aber auch dem Tausch gegen den begehrten Mais der Odawa. Anfang April kehrten sie an das Ufer des Michigansees zurück.
Ende April 1764 kehrten sie nach Michilimackinac zurück. Anfang Mai gingen sie zum Fischen an die Boutchitaouy Bay (St. Martin Bay), dann verließ Henry Mitte Mai Wawatams Familie und ging nach Sault Ste Marie zurück.
Henrys Aufzeichnungen über diese Vorgänge, die erstmals 1809 publiziert wurden, liefern frühe Einblicke in die Gesellschaftsorganisation, die materielle Kultur und die saisonalen Wanderungen der Anishinabe des 18. Jahrhunderts.
Wawatams Familie bestand aus ihm selbst und seiner Frau, seinem ältesten Sohn und dessen Frau und ihrem gemeinsamen Baby, dann dem jüngeren Sohn und der 13-jährigen Tochter. Die Familie bestand also aus vier Männern und drei Frauen (auch die Tochter galt schon als erwachsen) sowie einem Säugling, insgesamt also acht Personen.
Henry trug die Kleidung der Chippewa. Er selbst schreibt: „Mein Haar wurde abgeschnitten, und mein Kopf rasiert, mit Ausnahme einer Stelle ganz oben, die einen Durchmesser einer Crown (Münze) hatte. Mein Gesicht wurde mit drei oder vier Farben bemalt; einige Teile davon rot, andere schwarz.“ Darüber hinaus trug er ein Hemd, einen Wampum um den Hals und einen um seine Brust. Ellbogen und Handgelenke wurden mit Silberbändern geschmückt. Seine Beine steckten in scharlachroten Leggings oder Beinlinge (mitasses genannt). Hinzu kam ein scharlachroter Mantel, wohl eher eine Art Decke. Auf dem Kopf trug er Federn.
Wawatam und Henry gingen häufig auf Jagd, so etwa auf Elche. Mit Wawatams Sohn jagte Henry Waschbären, die von Hunden auf die Bäume gejagt wurden, wo man sie leicht erlegen konnte. Im Winter brauchte man nur ihren Spuren zu folgen, die im Schnee leicht zu verfolgen waren. Dabei dauerten die Jagdunternehmen meist den ganzen Tag.
Über Wawatam gibt es keinerlei Quellen, außer den Beschreibungen Henrys. H. R. Schoolcraft versuchte mehr über ihn und seine Familie herauszubekommen, doch stieß er nur auf eine mündliche Überlieferung, die besagte, Wawatam sei erblindet und ums Leben gekommen, als seine Hütte am Ottawa Point (bei Cross Village) abbrannte.